# Strattanville
Strattanville és una població dels Estats Units a l'estat de Pennsilvània. Segons el cens del 2000 tenia 542 habitants.

## Demografia
Segons el cens del 2000, Strattanville tenia 542 habitants, 243 habitatges, i 150 famílies. La densitat de població era de 394,8 habitants/km².
Dels 243 habitatges en un 29,6% hi vivien nens de menys de 18 anys, en un 43,2% hi vivien parelles casades, en un 12,8% dones solteres, i en un 37,9% no eren unitats familiars. En el 29,6% dels habitatges hi vivien persones soles el 9,9% de les quals corresponia a persones de 65 anys o més que vivien soles. El nombre mitjà de persones vivint en cada habitatge era de 2,22 i el nombre mitjà de persones que vivien en cada família era de 2,73.
Per edats la població es repartia de la següent manera: un 23,2% tenia menys de 18 anys, un 9,6% entre 18 i 24, un 33% entre 25 i 44, un 19,4% de 45 a 60 i un 14,8% 65 anys o més.
L'edat mediana era de 36 anys. Per cada 100 dones de 18 o més anys hi havia 81,7 homes.
La renda mediana per habitatge era de 25.833$ i la renda mediana per família de 31.125$. Els homes tenien una renda mediana de 28.125$ mentre que les dones 18.929$. La renda per capita de la població era de 14.506$. Entorn de l'11,3% de les famílies i el 15,8% de la població estaven per davall del llindar de pobresa.

## Poblacions més properes
El següent diagrama mostra les poblacions més properes.